# Cetina-domolykó
A Cetina-domolykó (Telestes ukliva) a sugarasúszójú halak (Actinopterygii) osztályának pontyalakúak (Cypriniformes) rendjébe, ezen belül a pontyfélék (Cyprinidae) családjába tartozó faj.
A Természetvédelmi Világszövetség (IUCN) 2006-ban a kihalt fajok közé sorolta. Utoljára 1988-ban észlelték.

## Előfordulása
A Cetina-domolykó csak a Cetina folyó környékének homokos vagy kavicsos talajú, tiszta vizű, szennyezéstől mentes mozgó vizeiben volt megtalálható.

## Megjelenése
A hal teste nyújtott volt. 62-64 pikkelye volt az oldalvonala mentén. Testhossza 15-20 centiméter, legfeljebb 25 centiméter volt.

## Életmódja
Rajban élő fenékhal volt. Tápláléka férgek, apró rákok, rovarlárvák és puhatestűek lehettek.